# Sarıidris, Eğirdir
Sarıidris là một thị trấn thuộc huyện Eğirdir, tỉnh Isparta, Thổ Nhĩ Kỳ. Dân số thời điểm năm 2011 là 2.385 người.